# Granulomatosis eosinofílica con poliangitis
La granulomatosis eosinofílica con poliangitis o síndrome de Churg-Strauss o granulomatosis alérgica es un trastorno poco frecuente caracterizado por una inflamación de los vasos sanguíneos (vasculitis) autoinmune que puede conllevar a la muerte del paciente. Por lo general, afecta a los vasos sanguíneos en los pulmones, comenzando de manera insidiosa como una forma de asma o del tracto gastrointestinal, los nervios periféricos, corazón, piel o riñones. No es una enfermedad contagiosa y no es hereditaria. El síndrome de Churg-Strauss tiende a ser crónico y de por vida.La terapia incluye la administración de glucocorticoides como la prednisona y otros medicamentos inmunosupresivos como la azatioprina y la ciclofosfamida. El epónimo viene de los médicos Jacob Churg y Lotte Strauss, quienes describieron el trastorno en 1951. Es de extrema importancia hacer el diagnóstico diferencial en relación con el asma bronquial.
Otros nombres que recibe son: angitis y granulomatosis alérgicas.
Se caracteriza principalmente por la presencia de asma, eosinofilia hística y periférica, formación de granulomas extravasculares y vasculitis de varios órganos y sistemas.

## Frecuencia
Es un síndrome raro, se estima que la padecen 1 a 3 de cada millón de habitantes. Aparece a cualquier edad, pero quizá no aparezca en lactantes. La edad promedio a la que aparece es de 48 años.

## Patogenia
En este síndrome aparece una vasculitis necrosante de arterias musculares de mediano y pequeño calibres, capilares venas y vénulas, con reacciones granulomatosas en tejidos y paredes vasculares, que muestran infiltración hística de eosinófilos. Todos los órganos pueden afectarse, pero los más afectados en orden de frecuencia son:
- Pulmones
- Piel
- Aparato cardiovascular
- Riñones
- Sistema nervioso periférico
- Aparato digestivo
Por lo demás, parece ser un fenómeno inmunitario aberrante.

## Cuadro Clínico Y Laboratorio
Consta de síntomas inespecíficos tales como: fiebre, malestar general, anorexia, pérdida de peso; síntomas pulmonares como crisis asmáticas intensas, con infiltrados pulmonares; la mononeuritis múltiple es la segunda manifestación clínica más común (72 %); rinitis y sinusitis alérgica (61 %) al principio de la enfermedad; cardiopatías (14 %); lesiones cutáneas como púrpuras, nódulos cutáneos, y subcutáneos; lesiones renales leves.
En el análisis de laboratorio se puede encontrar: eosinofilia pronunciada (1000 cls/μl) en más del 80 % de pacientes; aumento de la velocidad de eritrosedimentación, fibrinógeno y globulinas α2 aumentadas, ANCA circulante antimieloperoxidasa.

## Pronóstico
Sin tratamiento, el pronóstico de este síndrome es sombrío, la supervivencia a 5 años es de 25 %. Las causas de muerte más comunes son las lesiones miocárdicas.
Con tratamiento, dado que el SCS es una enfermedad rara, las estadísticas respecto al pronóstico global son sólo aproximadas. En promedio, luego de 5 años de enfermedad, más del 80% de las personas han sobrevivido los efectos del SCS. El grado de recuperación de las personas con el SCS está fuertemente relacionado con la severidad de su enfermedad. A pesar de que el SCS puede ser una enfermedad progresiva y seria, muchas personas con SCS se recuperan extremadamente bien.
La mejor oportunidad para que ocurra un daño de órganos mínimo sucede cuando el tratamiento ha sido prontamente iniciado y es cuidadosamente monitorizado por uno médico que conoce acerca del SCS. Incluso los pacientes que tienen el SCS más severo puede alcanzar la remisión cuando son tratados prontamente y seguidos cercanamente.
Luego de alcanzar la remisión, es posible que el SCS recurra (generalmente conocido como "recaída"). Las personas con asma o alergias nasales pueden experimentar frecuentemente un empeoramiento de esos síntomas que son independientes de la vasculitis. Las recaídas que involucran vasculitis ocurren en cerca del 30 a 50 % de las personas con el SCS. Tales recaídas pueden ser similares a lo que experimentaron las personas en el momento de su diagnóstico o pueden ser diferentes. La probabilidad de experimentar una recaída severa puede ser minimizada por un reporte temprano de cualquier nuevo síntoma al doctor, un seguimiento médico regular y un monitoreo continuo con exámenes de laboratorio e imágenes. El esquema de tratamiento para las recaídas es similar al de la enfermedad recientemente diagnosticada nuevamente con la posibilidad de alcanzar la remisión en la mayoría de las personas con el SCS.

## Diagnóstico
Se hace a través de biopsia de un paciente con cuadro clínico característico, más datos de asma, eosinofilia en sangre periférica, y cuadro clínico compatible con vasculitis.
Las claves diagnósticas incluyen eosinofilia y granulomas en los tejidos afectados, además de anticuerpos anti citoplasma de neutrófilos (ANCA). El diagnóstico diferencial con la granulomatosis de Wegener se basa principalmente en los órganos afectados y en que esta última patología está asociada generalmente con los anticuerpos c-ANCA, mientras que el Churg Strauss se asocia a la porción p-ANCA.

## Tratamiento
Se basa en glucocorticoides como la prednisona; y otros inmunosupresores como la ciclofosfamida.

## Información WEB
- EL SÍNDROME DE CHURG-STRAUSS EN INTERNET. Antonio Félix Conde Martín. Servicio de Patología. Hospital Can Misses. Ibiza. España. Rev Electron Biomed / Electron J Biomed 2004;1:95-97

- Datos: Q32811
- Multimedia: Churg-Strauss syndrome / Q32811